# Кущавниця болотяна
Куща́вниця болотяна (Graminicola striatus) — вид горобцеподібних птахів родини Pellorneidae. Мешкає в Гімалаях. Раніше вважався конспецифічним з великою кущавницею.

## Опис
Довжина птаха становить 16-18 см. Голова і верхня частина тіла пістряві, чорні з рудими і білими смужками. Нижня частина тіла білувата, груди і боки поцятковані рудувато-охристими смужками. Хвіст сірувато-коричневий з білим кінчиком, гузка рудувата. Над очима білі "брови". Порівняно з великими кущавницями, у болотяних кущавниць верхня частина тіла більш охриста, світла смужка на кінчику хвоста вужча, дзьоб довший, а "брови" менш виражені.

## Підвиди
Виділяють два підвиди:
- G. s. sinicus Stresemann, 1923 — схід Гуансі і Гуандун (південно-східний Китай);
- G. s. striatus Styan, 1892 — південно-східна М'янма, південь центрального Таїланду, північно-східний В'єтнам і острів Хайнань.

## Поширення і екологія
Болотяні кущавниці мешкають в Китаї, М'янмі і Камбоджі. Популяції у В'єтнамі і Таїланді, імовірно, вимерли. Вони живуть на заплавних луках і болотах, в заростях на берегах річок і струмків та в інших водно-болотних угіддях, зустрічаються на висоті до 900 м над рівнем моря. Загалом популяції болотяних кущавниць мешкають дуже розріджено; в багатьох районах вони зникли.

## Збереження
МСОП класифікує стан збереження цього виду як близький до загрозливого. За оцінками дослідників, популяція болотяних кущавниць становить від 2500 до 10000 птахів. Їм загрожує знищення природного середовища.